# ジャマイカ-179丁目駅
ジャマイカ-179丁目駅（ジャマイカ-179ちょうめえき、英語: Jamaica–179th Street）はクイーンズ区ジャマイカの179丁目-ヒルサイド・アベニューにあるニューヨーク市地下鉄INDクイーンズ・ブールバード線の急行停車駅・終端駅である。終日運転されるF系統の北端駅で、ラッシュ時には数本のE系統も運転される。全部で15あるエントランスのうち2つはジャマイカ・エステーツのヒルサイド・アベニュー-ミッドランド・パークウェイ交差点の角にある。

## 歴史
179丁目駅は、1937年4月にINDクイーンズ・ブールバード線が169丁目まで延伸された際に同時に開業する計画（当時は178丁目駅）で、178丁目に折り返し用の引上線および分岐器を備えた駅を設ける予定であった。しかし、世界恐慌のため建設工事が見送られ、1940年代初めに再開されかけたものの今度は第二次世界大戦で見送りになった。結局、戦後の1946年5月5日から建設工事が始まった。
1950年12月11日に開業し、ニューヨーク市が資金拠出して建設された駅としては2008年に7系統延伸計画で34丁目-ハドソン・ヤード駅が着工するまで最も新しい駅であった。開業により、179丁目駅はクイーンズ区南部・東部およびナッソー郡でも主要な交通ハブとなり、ジャマイカ地区の開発も進むことになった。
1980年代に駅の改修・近代化工事が行われた。駅壁面に設けられたINDスタイルの紫色タイルの帯は撤去され、代わりに青とオレンジが絡み合ったストライプが描かれた。
1988年まで179丁目駅は終日クイーンズ・ブールバード線を経由する急行（E系統と F系統 ）の北端駅であったが、1988年12月11日にE系統がアーチャー・アベニュー線経由に経路変更された。また、1990年までR系統が当駅まで終日延長運転していた。

## 駅構造
| G          | 地上階                                   | 出入口 |
| M          | 改札階                                   | 改札口、駅員詰所、メトロカード券売機 （179番プレイス-ヒルサイド・アベニュー交差点の南東角にエレベーターあり）          |
| P ホーム階 | 1番線                                    | ← コニー・アイランド駅行き（169丁目駅）                                                                                |
| P ホーム階 | 島式ホーム、到着番線に応じた側の扉が開く | |
| P ホーム階 | 3番線                                    | ← ラッシュ時：ワールド・トレード・センター駅行き（パーソンズ・ブールバード駅） ← コニー・アイランド駅行き（169丁目駅） |
| P ホーム階 | 4番線                                    | → 当駅止 → |
| P ホーム階 | 島式ホーム、到着番線に応じた側の扉が開く | |
| P ホーム階 | 2番線                                    | → 当駅止 → |

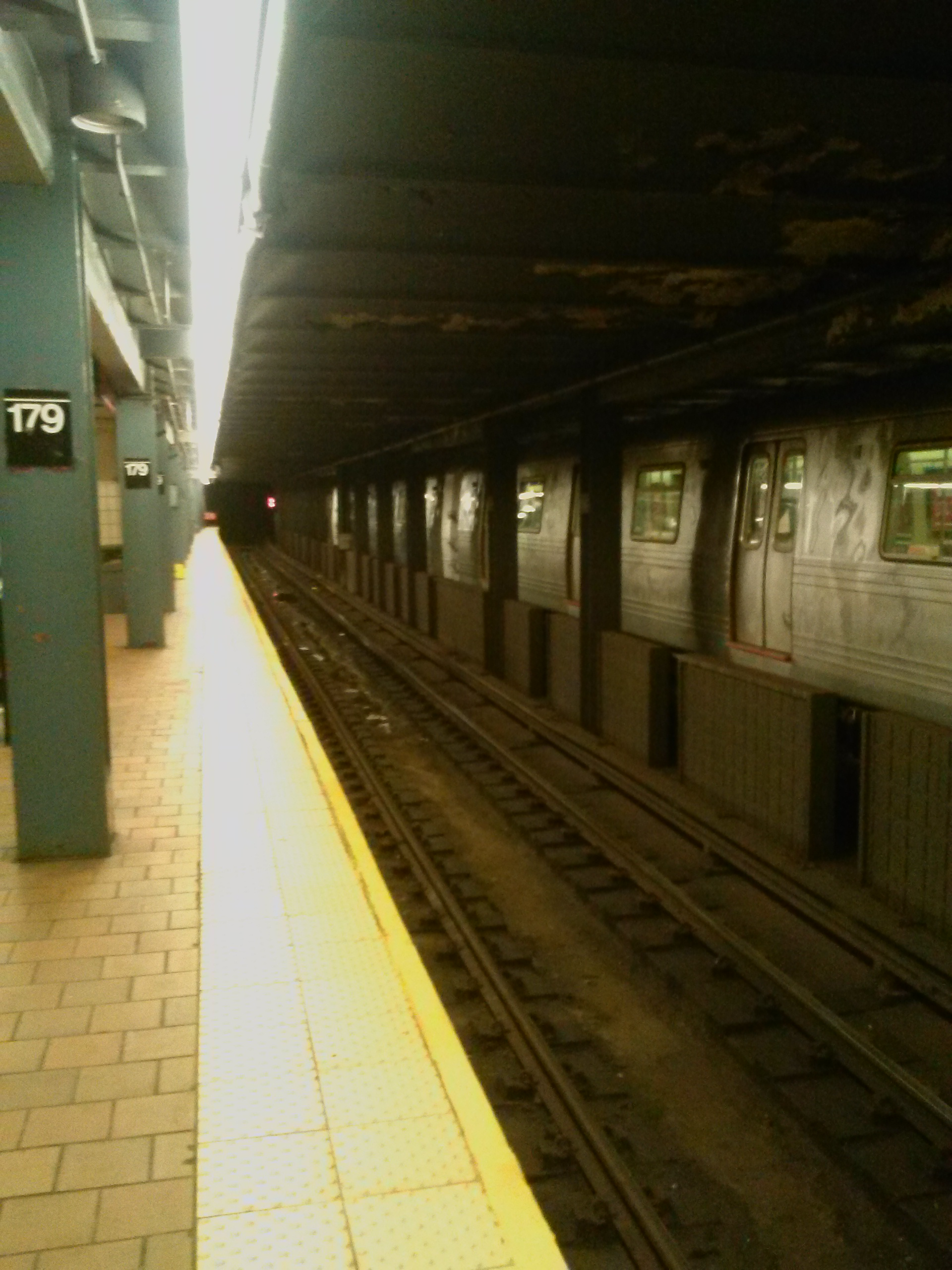
南行F系統が停車中

ジャマイカ-179丁目駅はニューヨーク市地下鉄の急行停車駅としては一般的な島式ホーム2面4線の構造である。駅の東側（路線図上は北）には各4線・2層の引上・留置線が設けられており、185丁目まで広がっている。計8線の留置線により、179丁目駅はニューヨーク市地下鉄でも群を抜く毎時63本（57秒に1本）のピーク容量を有している（ただし実際にはピーク時でも毎時20本での運用に留まる）。北行き急行線に到着した列車は上層、北行き緩行線に到着した列車は下層にいったん引き上げられた後、対応する南行き線に入線する。当駅始発のE系統はすべて急行線から出発する。一方、F系統は緩行線・急行線の両方から出発し、必要があれば169丁目駅の東側で緩行線に移線する。
この引上・留置線の構成はクイーンズ・ブールバード線をさらに東に延伸しようとしていた当初の計画を裏付けている。当初計画では、ヒルサイド・アベニューの下をクイーンズ・ヴィレッジのスプリングフィールド・ブールバード-ブラドック・アベニュー（旧ロッキー・ヒル・ロード）交差点まで延伸し、その後さらにニューヨーク市とナッソー郡の境にほど近いベルローズのリトル・ネック・パークウェイに至る予定であった。これが実現していた場合、引上・留置線の上層はそのまま東に延びる本線となり、下層は引き続き引上・留置線として使われるはずであった。このため、上層の線路は下層よりも遠くまで敷かれており、車止めの部分には木造の仕切りが置かれている。
駅舎の壁はベージュのタイル製で、ニューヨーク市旗の色である青とオレンジの帯が絡み合ったストライプがあしらわれている。この2色は当駅発の列車が走行するIND8番街線とIND6番街線のラインカラーでもある。改札は2か所あり、179丁目-180丁目間にある方は終日、178丁目にある方は時間営業である。2つの改札は Our Spectrum of Support  と題されたレジナルド・ポリニース（Reginald Polynice）の作品が飾られた長いメザニンで繋がっている。この作品は合板を切り抜いたもので、メザニンの天井を支えるかのように象られている。終端駅であるため運転指令所も置かれている。また、ヒルサイド・アベニュー北側の179番プレイスにはエレベーターが設置されており、ADAに対応している。
ジャマイカ-179丁目駅はナッソー郡との市境から5.23キロメートル（3.25マイル）西にあり、1956年のINDロッカウェイ線開業および1958年のファー・ロッカウェイ-モット・アベニュー駅開業までは最もナッソー郡に近い地下鉄駅であった。

### 出入口

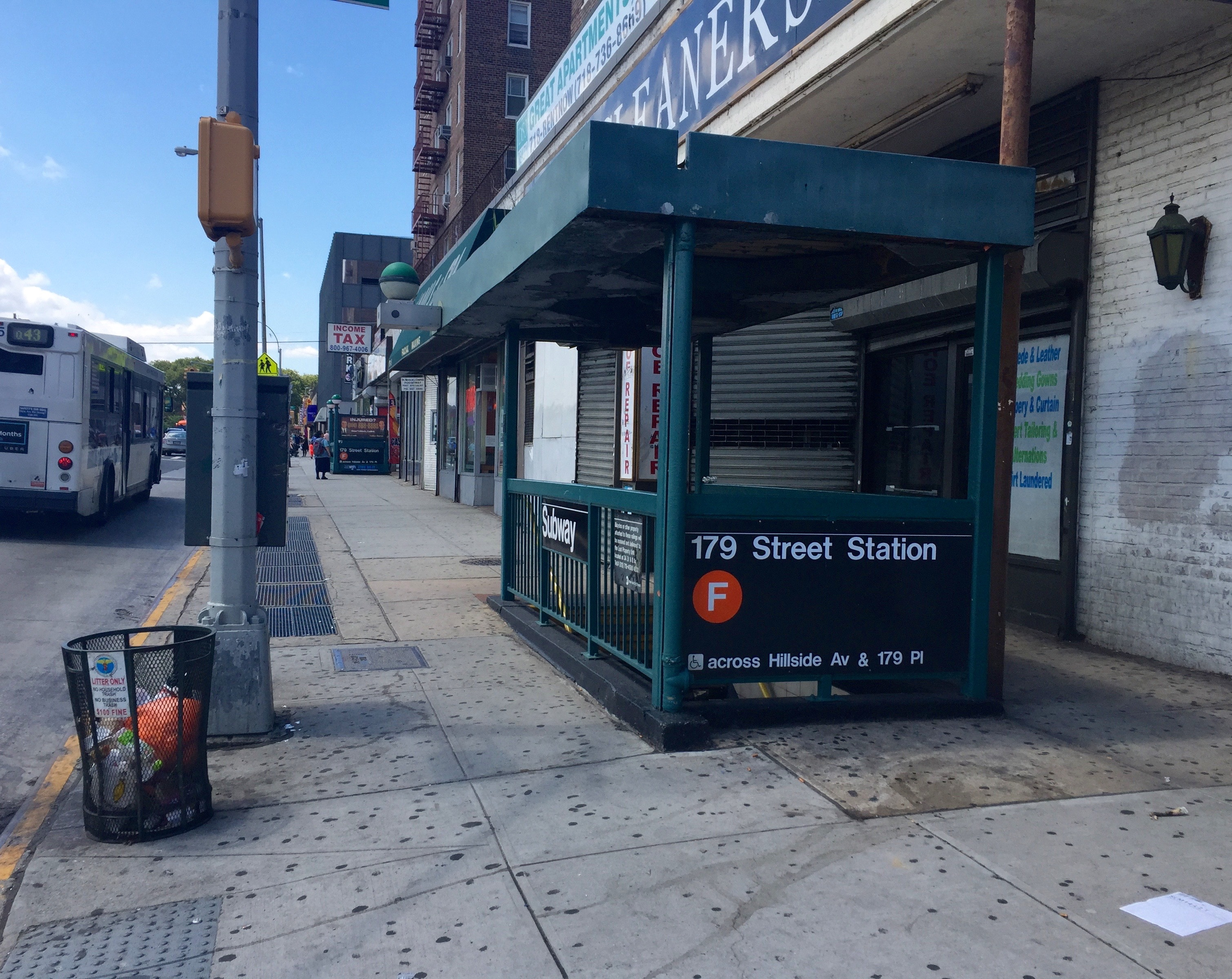
179番プレイスの階段

ジャマイカ-179丁目駅には階段15か所とエレベーター1か所のエントランスがある。
| 場所                                                          | 形式         | 数 |
| ------------------------------------------------------------- | ------------ | -- |
| ヒルサイド・アベニュー-178丁目交差点北東角                    | 階段         | 1  |
| ヒルサイド・アベニュー-178丁目交差点南東角                    | 階段         | 1  |
| ヒルサイド・アベニュー-179丁目交差点北側                      | 階段         | 2  |
| ヒルサイド・アベニュー-179丁目交差点南西角                    | 階段         | 1  |
| ヒルサイド・アベニュー-179丁目交差点南東角                    | 階段         | 1  |
| ヒルサイド・アベニュー-179番プレイス北東角                    | 階段         | 2  |
| ヒルサイド・アベニュー-179番プレイス南東角                    | 階段         | 3  |
| ヒルサイド・アベニュー-179番プレイス南東角                    | エレベーター | 1  |
| ヒルサイド・アベニュー-180丁目交差点南西角                    | 階段         | 1  |
| ヒルサイド・アベニュー-ミッドランド・パークウェイ交差点北西角 | 階段         | 1  |
| ヒルサイド・アベニュー-ミッドランド・パークウェイ交差点北東角 | 階段         | 1  |
| ヒルサイド・アベニュー-181丁目交差点南西角                    | 階段         | 1  |

## 画像

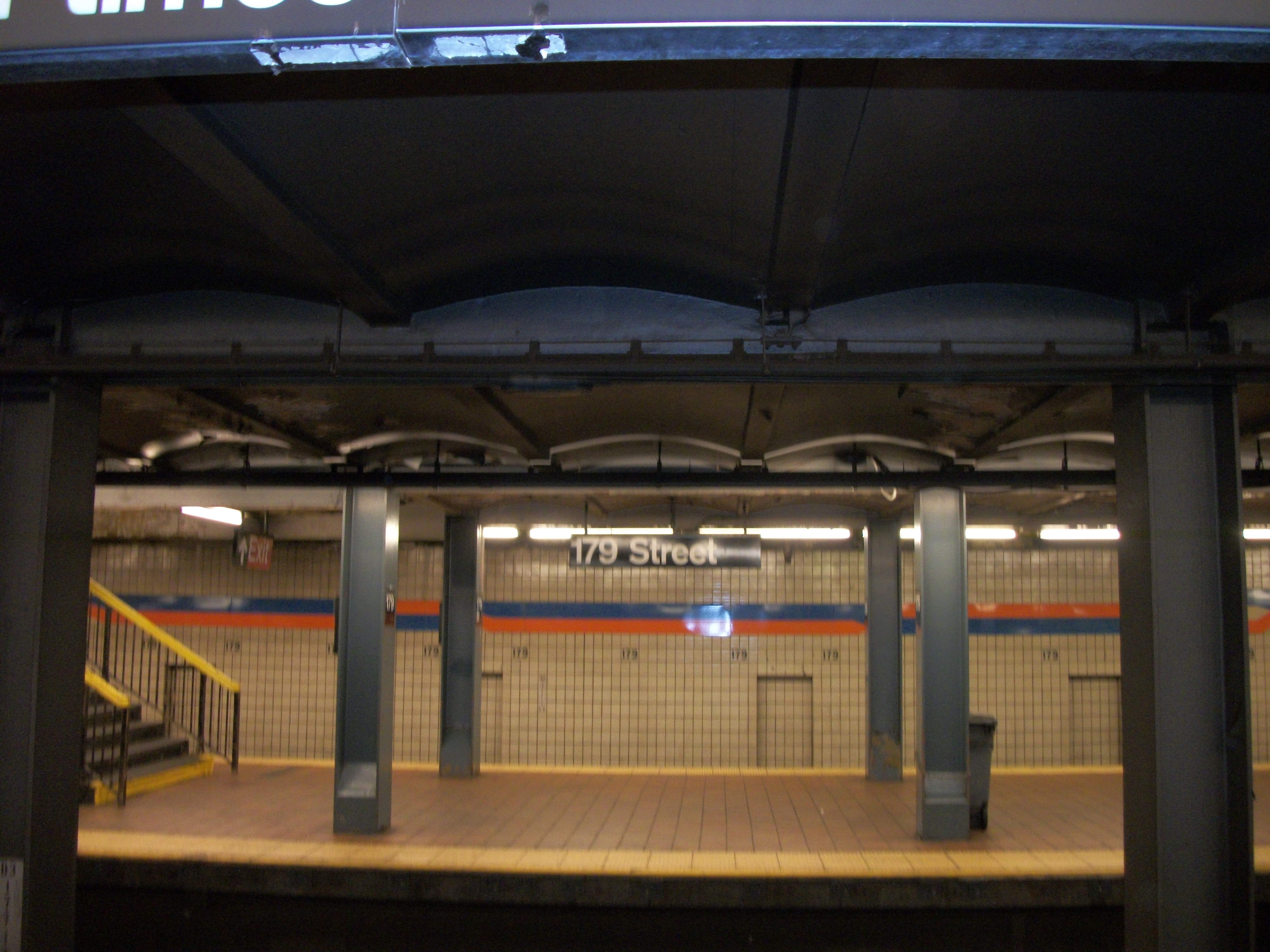
ホーム越しに壁面を見る。青とオレンジが絡み合ったストライプが見える。
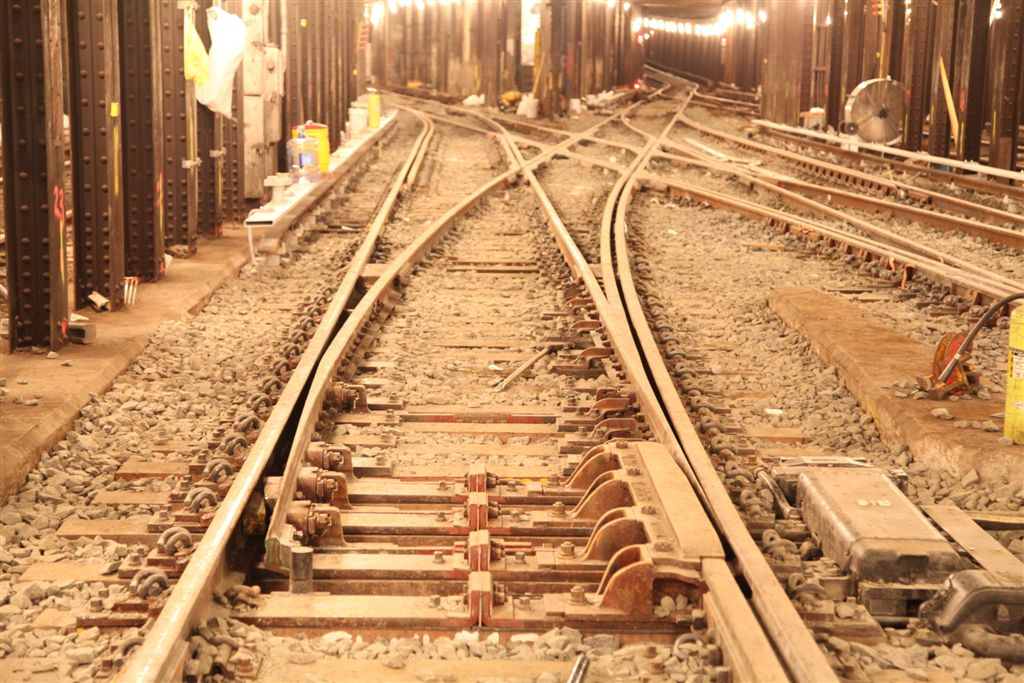
引上・留置線の下層部の西端。ホームへ向かう斜路が見える。